# 平成26年台風第8号
平成26年台風第8号（へいせい26ねんたいふうだい8ごう、アジア名：Neoguri、命名国：韓国、意味：たぬき、フィリピン名：Florita）は、2014年（平成26年）7月4日に発生した台風。台風の影響により南から湿った空気が大量に流れ込み梅雨前線が刺激されたため、日本各地に大雨が降り各地に大きな被害を出した。

## 経過
6月30日にチューク諸島南東（北緯7度4分・東経152度7分付近）で確認された熱帯撹乱は、7月2日にはグアムの南西海上で熱帯低気圧に成長し、合同台風警報センター（JTWC）によって低気圧番号08Wを与えられた。太平洋上を北西に進んだ08Wは7月4日午前9時（協定世界時4日0時）にマリアナ諸島の北緯12度、東経142度で台風となり、アジア名ノグリー（Neoguri）と命名された。台風はフィリピンに接近、その監視エリアに入ったためフィリピン大気地球物理天文局（PAGASA）によって7月5日にフィリピン名フロリタ（Florita）と命名された。
台風はフィリピンの東の海上を北上し、6日には勢力を強めて「大型で非常に強い台風」となり、7日に沖縄に接近。気象庁は暴風と波浪による大きな被害が予想されるとして、7日の18時20分に沖縄県宮古島地方に、その後沖縄本島地方に台風を理由とするものとしては初となる特別警報を発表。台風は8日朝に中心気圧935hPa、最大風速50m/sの勢力を維持したまま、宮古島から80kmまで接近した。沖縄県では宮古島市で市内の25,000世帯・55,000人をはじめとして、県内の19市町村で県民の3分の1以上にあたる約590,000人に避難勧告が出された。9日未明に沖縄本島地方の大雨・暴風・波浪の特別警報は一旦解除されたが、同日5時頃から県内各地で大雨が降り、読谷村で7時10分迄の1時間降水量が96.5mmを記録するなどしたため「大雨の基準」で再び特別警報を発表した。
その後、台風は進路を東寄りに変えて九州に進み、暴風域は消滅したが中心気圧980hPa、中心付近の最大風速25m/sの勢力で、7月10日午前7時前に鹿児島県阿久根市付近に上陸。九州を横断して10時頃に宮崎県高鍋町に抜けた後、速度を上げながら四国沖を通過。18時30分頃に和歌山県南部に再上陸。和歌山県那智勝浦町を東進した台風は7月11日2時半頃に、伊豆半島南部を通過し、5時前に千葉県富津市付近に再上陸したが、同日9時には福島県いわき市の東の海上に抜けて太平洋上（北緯37度・東経142度）で温帯低気圧に変わった。

## 影響

### 交通

#### 鉄道
7月8日、沖縄都市モノレールでは台風の接近に伴い終日運休した。
7月10日、九州新幹線では熊本駅 - 鹿児島中央駅間で始発から運転を見合わせた。神戸淡路鳴門自動車道は午前9時半から洲本インターチェンジから鳴門インターチェンジ間で上下線が通行止めとなった。
紀勢線の特急「ワイドビュー南紀」4本と飯田線の特急「ワイドビュー伊那路」2本が運休、参宮線も運行を見合わせた。
また、南木曽町の土石流で橋梁が崩落し、中央本線（中央西線）の一部区間で長期の運転見合わせが生じた（後述）。

#### 航空
沖縄を発着する航空路線では全日空、日本航空、日本トランスオーシャン航空、琉球エアーコミューター、バニラ・エア、ジェットスター、Peach Aviation、日本国外の航空会社が8日は全便欠航となった。会社別の影響は、全日空では、少なくとも1万3750人、JTAは5800人、RACは876人の、合わせて2万人以上。また、9日から10日にかけては九州・四国発着便の欠航が相次いだ。

#### その他
プロ野球・横浜DeNAベイスターズは、台風の接近のため、7月8日の対巨人戦(沖縄セルラースタジアム那覇)を、7月7日の時点で試合中止とした。プロ野球の試合が前日に中止になるのは2004年のプロ野球再編問題に伴うストライキ以来、天候などの自然災害を理由としたものとしては、東日本大震災を除けば、2000年9月12日の「中日対広島戦」（ナゴヤドーム。東海豪雨によりナゴヤドームが水没したため）以来である。

## 被害

### 日本
台風が接近した7月6日以降の大雨と強風などにより全国で3名が死亡、67名が重軽傷を負った。住宅の全半壊17棟、一部破損は107棟で、床上・床下浸水は1,384棟。山形県から沖縄県にかけての11県で約49万世帯・118万人に避難勧告が、山形県・新潟県・岐阜県で約4,000人に避難指示が出された。

#### 沖縄地方

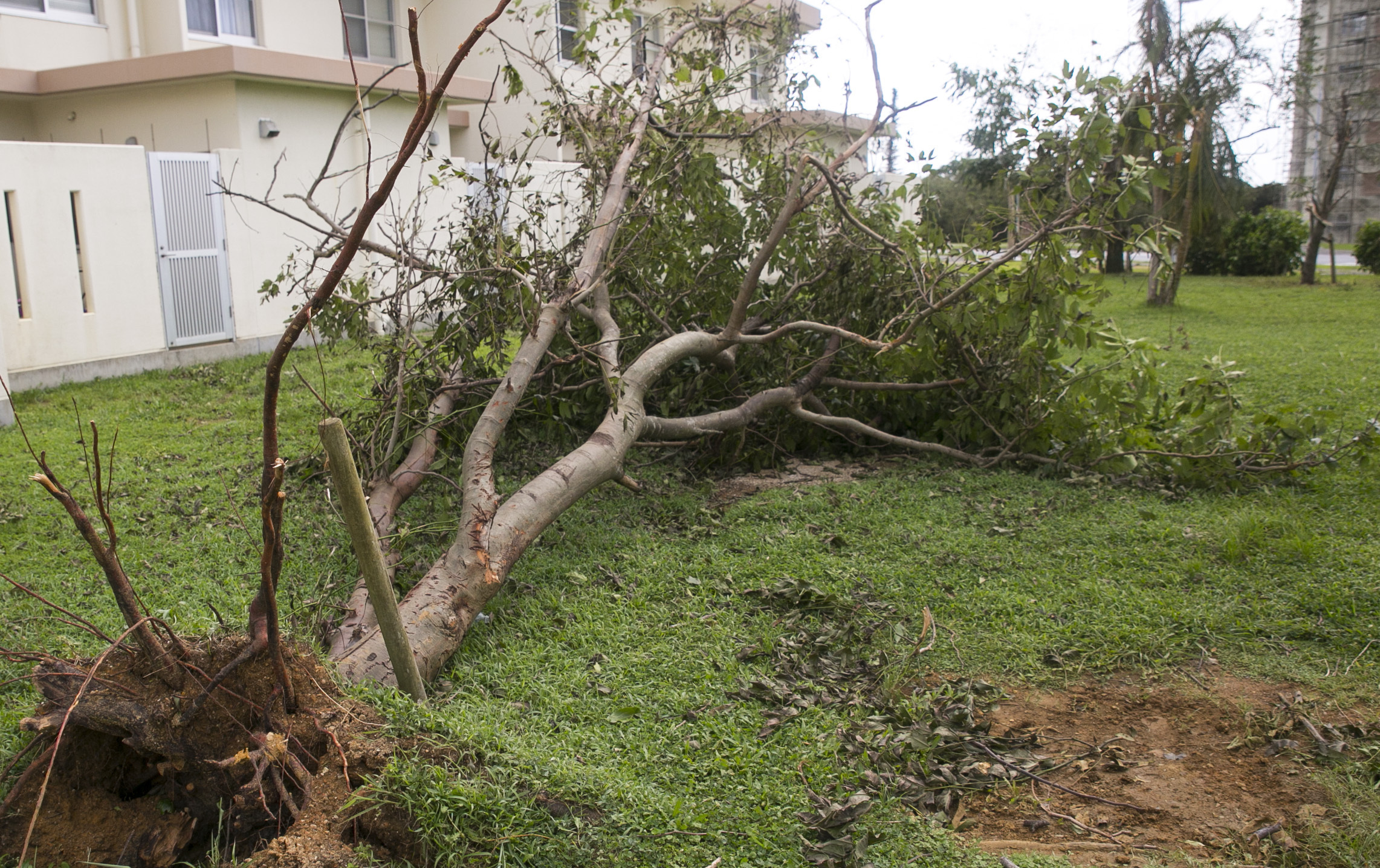
台風による倒木（沖縄）

沖縄電力の管内では延べ約19万8,800戸で停電。うるま市では天願川が氾濫した。
宮古島市では男性2人が海で死亡した。

#### 九州地方
九州電力管内で延べ約167,5000戸が停電した。

#### 四国地方
四国電力管内で延べ約29,800戸が停電した。
愛媛県西予市で10日朝、男性が自宅前の水路で倒れているのが見つかり死亡が確認された

#### 中国地方
中国電力管内で延べ約57,000戸が停電した。

#### 関西地方
関西電力管内で延べ約8,200戸が停電した。

#### 中部地方
7月9日、長野県南木曽町読書にある木曽川支流の梨子沢で土石流が発生、民家10軒や国道19号を走行中の車両などが巻き込まれ、中学生1人が死亡したほか、JR東海中央本線南木曽駅-十二兼駅間にある線路の橋脚が流され、中津川駅-上松駅間で終日運転を見合わせた。JR東海の柘植社長は中央線の復旧には少なくとも一ヶ月以上かかる、と述べた。その後、8月6日に、始発列車から、運転を再開した。
新潟県でも、大雨により新潟市西蒲区の1258世帯約4000人に避難指示、同市秋葉区、長岡市、燕市の計3438世帯に避難勧告が出され、長岡市と新潟市の間の国道402号をはじめ佐渡市など同県内19箇所で道路が通行止めとなった。

#### 関東地方
東京電力管内で延べ約3,800戸が停電した。

#### 東北地方
7月10日未明、山形県南陽市の吉野川が氾濫し川沿いの2地区が浸水。東北電力管内で延べ約26,799戸が停電した。

### 韓国
韓国の済州島では7月9日に1万3000世帯以上が一時停電、漁船が転覆するなどの被害が出た。